# Accept (альбом)
Accept (рус. «Принимать») — дебютный студийный альбом немецкой хеви-метал-группы Accept, вышедший в 1979 году.

## Об альбоме
В 1977 году группа смогла подписать контракт со звукозаписывающей компанией Brain и в сентябре 1978 года в студии в Гамбурге группа приступила к записи полноценного дебютного альбома. В ноябре 1978 года запись была закончена, в течение декабря 1978 года инженеры студии сводили запись и на печать матрица отправилась в 1979 году.
Перед выходом альбома был выпущен миньон Lady Lou.
Материал на дебютном альбоме был достаточно далёк от наиболее узнаваемых впоследствии альбомов группы, определивших её стиль, однако уже содержал некоторые фирменные черты группы: узнаваемый голос певца Удо Диркшнайдера и звук сдвоенных гитар.
В записи некоторых партий ударных, с которыми не справлялся Франк Фридрих, принимал участие Штефан Кауфманн.
Альбом в январе 1979 года был выпущен в ФРГ, а затем во Франции, Японии, Греции, Канаде, Испании. В США альбом был выпущен пробным маленьким тиражом, который пришлось допечатывать.

## Список композиций
Сторона 1 LP
| Номер | Песня                  | Перевод названия           | Продолжительность | Автор  |
| ----- | ---------------------- | -------------------------- | ----------------- | ------ |
| 1     | «Lady Lou»             | «Леди Лу»                  | 3:04              | Accept |
| 2     | «Tired of Me»          | «Устала от меня»           | 3:12              | Accept |
| 3     | «Seawinds»             | «Морские ветры»            | 4:29              | Accept |
| 4     | «Take Him in My Heart» | «Возьми его в моём сердце» | 3:10              | Accept |
| 5     | «Sounds of War»        | «Звуки войны»              | 4:38              | Accept |

Сторона 2 LP
| Номер | Песня                  | Перевод названия         | Продолжительность | Автор  |
| ----- | ---------------------- | ------------------------ | ----------------- | ------ |
| 6     | «Free Me Now»          | «Освободи меня сейчас»   | 3:00              | Accept |
| 7     | «Glad to Be Alone»     | «Рад быть в одиночестве» | 5:14              | Accept |
| 8     | «That’s Rock 'N' Roll» | «Это рок’н’ролл»         | 2:43              | Accept |
| 9     | «Helldriver»           | «Адский водила»          | 2:42              | Accept |
| 10    | «Street Fighter»       | «Уличный боец»           | 3:29              | Accept |

## Участники записи
- Удо Диркшнайдер — вокал
- Вольф Хоффман — ведущая гитара
- Йорг Фишер — ведущая и ритм-гитара
- Петер Балтес — бас-гитара, вокал (треки 3 и 5)
- Франк Фридрих — ударные

Дополнительный персонал
- Франк Мартин — продюсер
- Манфред Шунке — звукоинженер
- Рене Тиннер — сведение
- Жак Сеги — фотограф

Студии
- Delta Studio, Вильстер, ФРГ — запись и сведение
- Alster-Atelier, Гамбург, ФРГ — дизайн

## Некоторые релизы
- LP 1979 «Accept» (Brain 0060.188), ФРГ
- LP 1979 «Accept» (Brain/Polystar, 1979 25S-17), Япония
- LP 1979 «Accept» (JEM RECORDS/PVC, 1979 PVC6904), США
- LP 1979 «Accept» (PVC, 1979 PVC6904)), Канада
- LP 1979 «Accept» (Polydor, 1979 422-815-770-1 Y1), США
- LP 1979 «Accept» (Polydor, 1979 815770-1), Франция
- LP 1979 «Accept» ((Victoria, 1979 E-30.499 (VLP-111)), Испания
- LP 1979 «Accept» (Famous Music RECORDS, 1979 FM404), Греция
- LP 1979 «Accept» (Icarus Records, 1979 ???), Аргентина
- LP 1979 «Accept» (METAL MASTERS,1985, METALP 103). , Великобритания